# Ring 2 (Belgien)
Der belgische Ring 2, auch Großer Ring Antwerpen (niederl.: Grote ring rond Antwerpen) genannt, ist eine 13 km lange Stadtautobahn und westliche Umgehung um die belgische Stadt Antwerpen. Die R2 beginnt im Norden von Antwerpen mit der Autobahn A12, welche aus Richtung der Niederlande kommt. Der Autobahnring hat vier Ausfahrten, aber auch drei Tunnel, wobei der Liefkenshoektunnel mautpflichtig ist und diese unterhalb der Zulaufflüsse zum Antwerpener Hafen verlaufen. Der Ring ist interessant für LKW, da das Hafengebiet mit der R2 gut erschlossen wird. Des Weiteren ist es eine Abkürzung für die Autos, die aus den Niederlanden kommen und Richtung Gent oder Brügge wollen. Jedoch ist der Ring eher mäßig belastet, da der meiste Verkehr über den Ring 1 nahe dem Zentrum verläuft.